# Ngựa đua Ireland
Ngựa đua Ireland (tiêng Anh: Ireland Sport Horse (ISH) hoặc Ireland Sport Sport Horse), còn được gọi với cái tên khác là Ngựa săn Ireland, là kết quả của sự giao phối giữa giống ngựa kéo cày Ireland và một giống chó khác, trong lịch sử là ngựa Thoroughbred nhưng ngày nay đôi khi là một giống ngựa máu nóng châu Âu. Ngựa đua Ireland đã được công nhận là một giống riêng biệt. Nó thường được lai tạo từ các con ngựa "cha mẹ" cũng là Ngựa đua Ireland, ngoài việc lai tạo từ các giống bố mẹ được xác định.

## Lịch sử
Sách Ngựa giống Ngựa đua Ireland thường được xếp hạng là sách hướng dẫn hàng đầu trong Liên đoàn Chăn nuôi Thế giới về Xếp hạng Sự kiện Thể thao về Ngựa. Trong mười năm qua nó đã giành được tám lần giải thưởng này. Trong bảng xếp hạng năm 2012 con ngựa chiến thắng là ngựa giống Medicott, một con ngựa đua Ireland đã thiến có số điểm là trên 364 điểm. Sách về giống ISH kết thúc cuộc đua với thành tích 1427 điểm, hơn 100 điểm so với cuốn sách thứ hai là sách về Giống Ngựa Hanover. Kết quả năm 2013 đã gần hơn, với cuốn sách về giống ISH chiến thắng một lần nữa nhưng chỉ đánh bại sách giống Hanover 9 điểm. Trong năm 2014, sách hướng dẫn của ISH giành được lợi nhuận lớn hơn một chút, đánh bại cuốn sách thứ hai được đặt Sách giống Selle Français 59 điểm. Sách hướng dẫn ISH đứng đầu trong năm 2015 và 2016, giữ vững vị trí trên Sách Giống ngựa Hanover cả hai năm với 141 và 160 điểm, tương ứng.